# (898) Хильдегард
(898) Хильдегард (лат. Hildegard) — астероид главного пояса астероидов, принадлежащий к спектральному классу S. Астероид был открыт 3 апреля 1918 года немецким астрономом Максимилианом Вольфом в Гейдельбергской обсерватории на юго-западе Германии и назван в честь немецкой монахини Хильдегарды Бингенской.

## Физические характеристики
По классификации SMASSI астероид относится к классу кремниевых астероидов SL.
На основании кривых блеска определено, что астероид совершает один оборот за 24,8 часа (чуть больше земных суток).